# Ao Vivo em Montreux
Ao Vivo em Montreux é o décimo primeiro álbum de carreira do cantor e compositor baiano Gilberto Gil, lançado em 1978. O disco traz Gil em sua primeira passagem pelo lendário Montreux Jazz Festival e também inaugurando a vinda de artistas brasileiros para o festival, o famoso Brazilian Night. Gil tocou na noite do dia 14 de julho, após os shows do ex-Ave Sangria, Ivinho, Airto Moreira e A Cor do Som e o baiano fechou a noite. O repertório trazia duas pérolas do repertório dos Doces Bárbaros – Chuckberry Fields Forever e São João Xangô Menino – a inédita Chororô, a resgatada Respeita Januário (de Luiz Gonzaga) e as velharias Batmakumba, Procissão, Atrás do Trio Elétrico etc, sem contar uma jam session com A Cor do Som e o tecladista Patrick Moraz (ex-Yes).
De acordo com Tárik de Souza no texto da contracapa, o show de Gil no festival "...fez de quase quatro mil suíços outros tantos foliões baianos, aos pulos, atrás de seu trio elétrico eclético". Já Nelson Motta também elogiou na contracapa "Aplaudido durante quase meia hora pela platéia eletrizada após sua apresentação, Gil teve que voltar ao palco cinco vezes por exigência do público que esgotou a lotação do Cassino de Montreux. A apresentação de Gil foi num crescendo absoluto e já na terceira música tinha a platéia inteiramente dominada, cantando com ele e marcando o ritmo das canções com palmas" e comparou a performance com a invasão da ʽbossa novaʼ no Carnegie Hall em 1962 e que a crítica se surpreendeu e caiu no embalo da apresentação de Gil.
Das inéditas do disco, apenas "Chororô" foi a surpresa
| “ | "Compus Chororô no quarto do hotel e lembro que ensaiamos por quatro ou cinco dias onde hoje funciona a Sala Stravinsky, mas que na época era apenas um depósito que nos foi cedido", lembra Gil. "A Warner quis a gravação, pois tinha o projeto de lançá-la e havia pressa por um novo disco". | ” |

O disco foi um dos primeiros a serem lançados em CD no Brasil quando o formato estava surgindo por aqui no final dos anos 80.

## Faixas
| N.º | Título                                                          | Compositor(es)                                                 | Duração |  |
| 1.  | "Chuck Berry Fields Forevers"                                   | Gilberto Gil                                                   | 9:19    |  |
| 2.  | "Chororô"                                                       | Gilberto Gil                                                   | 7:43    |  |
| 3.  | "São João, Xangô Menino"                                        | Gilberto Gil e Caetano Veloso                                  | 10:02   |  |
| 4.  | "Respeita Januário"                                             | Humberto Teixeira e Luiz Gonzaga                               | 7:00    |  |
| 5.  | "Ela"                                                           | Gilberto Gil                                                   | 4:18    |  |
| 6.  | "Bat Macumba/Exaltação à Mangueira"                             | Gilberto Gil e Caetano Veloso; Enéas Brites e Aloísio da Costa | 11:42   |  |
| 7.  | "Procissão/Atrás do Trio Elétrico/Mamãe Eu Quero"               | Gilberto Gil;Caetano Veloso; Vicente Paiva e Jararaca          | 10:50   |  |
| 8.  | "Tirole" (jam session com Ivinho, A Cor do Som e Patrick Moraz) | Gilberto Gil                                                   | 5:15    |  |